# رسالة (دين)

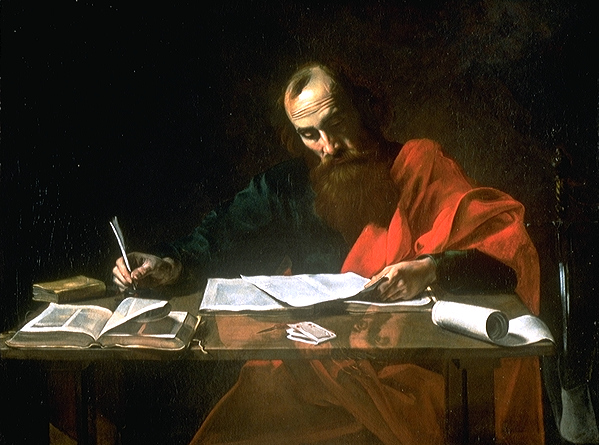
بولس الطرسوسي يكتب رسائله، بريشة فَلنتين البولوني أو نقولاس تُرنييه (نحو القرن السادس عشر.

الرسالة هي كتابة موجهة أو مرسلة إلى شخص أو جماعة، وعادة ما تكون رسالة تعليمية أنيقة ورسمية. كان نوع كتابة الرسائل شائعًا في مصر القديمة جزءًا من منهج الكتابة عند النساخ. يُشار عادةً إلى الرسائل الواردة في العهد الجديد من تلاميذ المسيح إلى المسيحيين باسم الرسائل. تُعرف تلك المنسوبة تقليديًا إلى بولس برسائل بولس، بينما تُعرف الأخرى برسائل الكاثوليكون أي العامة. ومن أمثلتها كتاب النبي محمد إلى المُقَوقِس عظيم القبط في مصر.